# Tulay-moskee
De Tulay-moskee is een moskee in Jolo, de hoofdstad van de zuidelijke Filipijnse provincie Sulu.
De Tulay-moskee is de grootste moskee van de provincie Sulu, waar 90% van de bevolking van de provincie moslim is. De moskee werd in 1884 gesticht en werd in 1974 verwoest tijdens het hoogtepunt van de oorlog tussen de Filipijnse regeringstroepen en het Moro National Liberation Front. In 2001 werd de moskee herbouwd. De bouw werd gefinancierd door de Sjeik Zayed Al Nahyan Stichting in de Verenigde Arabische Emiraten en kostte 2.000.000 US-dollar.
De capaciteit van de moskee is meer dan 5.000 gelovigen.